# Émile comte de Kératry
Émile comte de Kératry (París, Illa de França, 24 de març de 1832 - 6 d'abril, 1904) fou un militar, polític i escriptor francès.
Era fill del també escriptor i polític francès Auguste Hilarion, comte de Kératry, el 1854 s'allistà com a voluntari en les files dels Caçadors d'Àfrica; feu la campanya de Crimea, i el 1861-1865, va estar a Mèxic d'oficial d'ordenança del general Bazaine.
De retorn a França va escriure en diversos diaris, especialment en la revista Revue Moderne, dirigida per ell, una sèrie de violents atacs contra la política de Napoleó a Mèxic, així com contra la conducta de Bazaine respecte a l'emperador Maximilià, que excitaren gran interès i foren molt desagradables al Govern. Després de la Revolució fou prefecte de policia de París, i més tard, sent prefecte de Tolosa, sufocà amb gran energia la insurrecció que s'inicià en aquella ciutat.
Se li deuen diverses obres d'història, que han d'ésser llegides amb certa circumspecció:
- La contreguerrille française au Méxique, (1867)
- La créance Jecker, (1867).
- L'élevation et la chúte de l'empereur Maximilien, (1867)
- Le 4 septembre et le governament de la Défense nationale, (1872)
- L'armée de Brtagne 1870-71, (1874)
- Mourad V, prince, sultan, prissonier d'Etat 1840-1876, (1878)
- A travers la passé, (1887)
- Souvenirs militaires, (1878)